# Фінчлі-роуд-енд-Фрогнал (станція)
51°33′00″ пн. ш. 0°11′01″ зх. д. / 51.5499° пн. ш. 0.1837° зх. д.

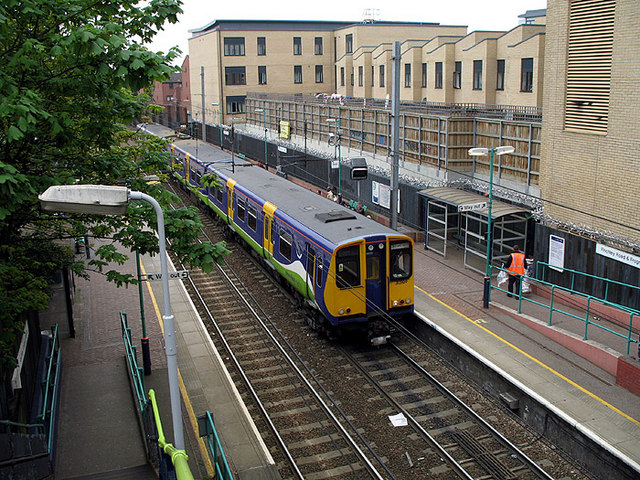
Платформи станції Фінчлі-роуд-енд-Фрогнал

Фінчлі-роуд-енд-Фрогнал (англ. Finchley Road & Frognal) — станція Північно-Лондонської лінії London Overground. Станція розташована у 2-й тарифній зоні, між станціями Вест-Гемстед та Гемстед-гіт. Пасажирообіг на 2017 рік — 2.031 млн. осіб
1860 рік: відкриття станції
Конструкція станції: наземна відкрита з двома прямими береговими платформами. 

## Пересадки
- на автобуси оператора London Buses маршрутів: 13, 113 та нічний маршрут N113
- у кроковій досяжності знаходяться метростанція Фінчлі-роуд

## Послуги
| Попередня станція | Лінія | Лінія                                       | Лінія | Наступна станція |
| ----------------- | ----- | ------------------------------------------- | ----- | ---------------- |
| Вест-Гемстед      |       | London Overground Північно-Лондонська лінія |       | Гемстед-гіт      |